# Olive Ann Alcorn
Olive Ann Alcorn (10 de marzo de 1900-8 de enero de 1975) fue una actriz, modelo y bailarina estadounidense.

## Biografía
Olive Ann nació en Stillwater, Minnesota. Se graduó en la Escuela de Danza y Bellas Artes Denishawn, y con dicha institución se embarcó en giras por los Estados Unidos realizando teatro.
Su primera película en cine fue Sunnyside en 1919, protagonizada por Charlie Chaplin. Ese mismo año actuó en la película muda The Long Arm of Mannister protagonizada por Henry B. Walthall y Helene Chadwick, seguida de For a Woman's Honor.
En 1923 apareció en la obra "The Illustrators Show". Fue modelo de desnudos entre 1919 y 1925 para los Estudios Chatiau Art, y luego actuó en las películas El Fantasma de la Ópera y Up the Ladder.
Se casó dos veces. Su primer esposo fue Louis H. Scherer (se divorciaron en 1925) y el segundo fue Harry Singer. Olive falleció en Los Ángeles, California en 1975.